# Dodecaedru parabiaugmentat
În geometrie dodecaedrul parabiaugmentat este un poliedru convex construit prin augmentarea unui dodecaedru prin atașarea a două piramide pentagonale (J2) la două din fețele sale opuse. Este poliedrul Johnson J59. Când piramidele sunt atașate în ale moduri, rezultatul poate fi un dodecaedru augmentat (J58), un dodecaedru metabiaugmentat (J60), sau un dodecaedru triaugmentat (J61), iar dacă se admit și fețe neregulate, chiar și un dodecaedru pentakis. Având 20 de fețe, este un icosaedru, neregulat.

## Mărimi asociate
Următoarele formule pentru arie, A și volum, V sunt stabilite pentru lungimea laturilor tuturor poligoanelor (care sunt regulate) a:
{\displaystyle A={\frac {5}{2}}\left({\sqrt {3}}+{\sqrt {25+10{\sqrt {5}}}}\right)a^{2}\approx 21,534901~a^{2},}
{\displaystyle V={\frac {1}{6}}\left(25+11{\sqrt {5}}\right)a^{3}\approx 8,266125~a^{3}.}